# Атже, Эжен
Эже́н Атже́ (фр. Jean Eugène Auguste Atget; 12 февраля 1857 года, Либурн, деп. Жиронда — 4 августа 1927 года, Париж) — французский фотограф и художник.

## Биография

#### Основная характеристика

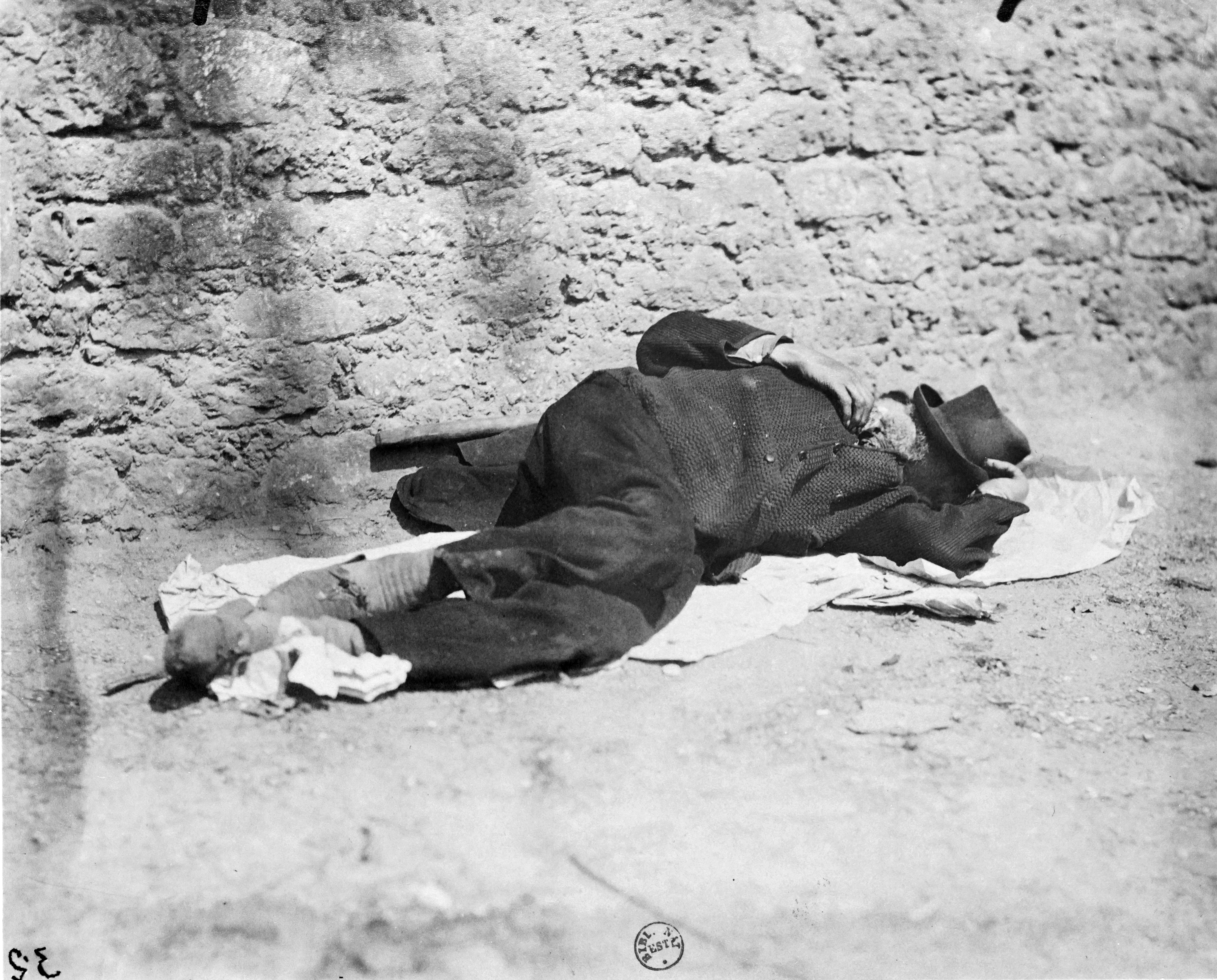
Эжен Атже. Бродяга (1898)

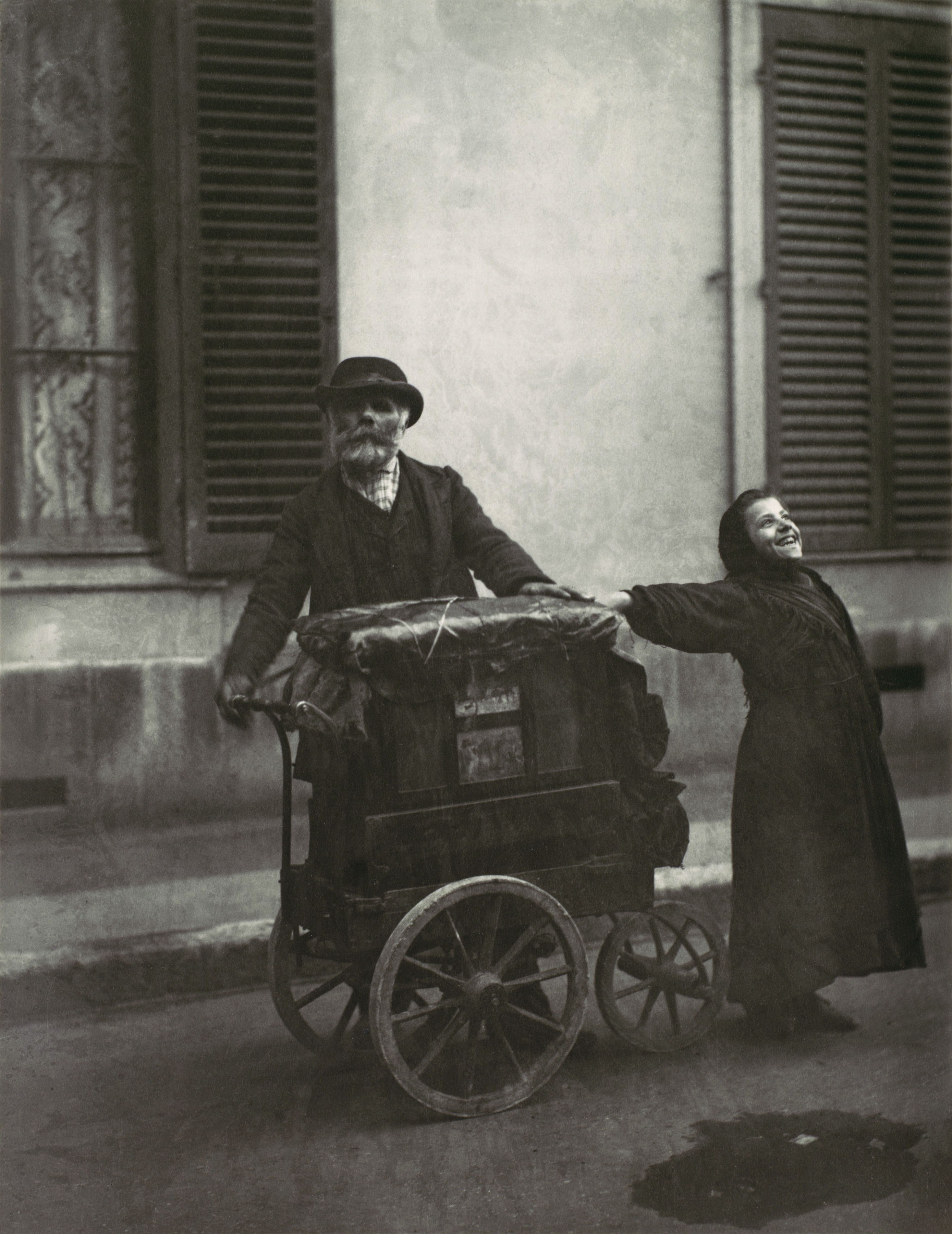
Уличный музыкант (1898)

Из семьи бедных ремесленников, в пятилетнем возрасте осиротел, воспитывался бабушкой и дедом. Со второй попытки поступил в 1879 году в Консерваторию драматического искусства, в 1885-м принят в труппу передвижного театра, но был вынужден оставить актёрскую профессию из-за болезни связок. Работая в театрах на окраинах Парижа встретил актрису Валентину Делафосс, именно ей было суждено стать его спутницей жизни. Начал заниматься живописью, графикой и фотографией: с 1888 года снимал повседневную жизнь Парижа до его масштабной перестройки, запланированной и начатой бароном Османом. Считается, что мастерскую Атже посещали известные художники (Брак, Дерен, Утрилло, Кислинг, Фужита и др.). Некоторые фотографии Атже выполнял на заказ. Для французского Архива он сделал серию документальных фотографий исторических зданий Парижа. Возможно, среди его заказчиков были Брак и Утрилло.

#### Атже и биографический миф
В настоящий момент известно не много достоверных фактов из жизни Атже. Считается, что Атже был беден, в то же время, существует предположение, что стесненные финансовые обстоятельства фотографа — миф, утвержденный поздними исследователями в попытках создания образа романтического художника.
Смысл фотографической коллекции Атже связаны с фактами его биографии. Изначально снимки Атже, вероятно, не воспринимались как художественный материал. Атже называл себя «auteur éditeur», полагая, что является основателем ателье, которое продавало документы для художников («documents pour artistes»). Заявленное им создание документов для художников не было успешным — считается, что у Атже было всего четыре клиента-живописца. Возможно, именно этот факт был положен в основу романтического мифа Атже как непризнанного мастера. Тем не менее, существует мнение, что представление об Атже как о неудачливом коммерсанте, возможно, не соответствует действительности или сильно преувеличено.
Автор одного из наиболее обстоятельных исследований творчества Атже — по этому поводу пишет: «Готовя знаменитую выставку Атже в Музее современного искусства в Нью-Йорке (1981—1985), Мария Моррис Хамбург обратила внимание на часто повторяющийся интерьер одной и той же хорошо обставленной буржуазной квартиры. Её версия сводилась к тому, что перед нами, вероятно, апартаменты самого Атже. Предположение абсолютно противоречило сложившимся на тот момент представлениям о фотографе, в частности — той стратегии, которая выстраивалась при подготовке выставочного проекта. Тем не менее Хамбург обозначила свое наблюдение и задала вопрос Беренис Аббо, которая знала Атже при жизни. Реплика Аббо хорошо известна: „Боже мой. Я рада, что старина был не так беден, как я думала“. … Романтический миф был важным обстоятельством определения художественного контекста и фактором верификации художественного статуса фотографий Атже».
В своих исследованиях Джон Шарковски приводил фрагмент переписки Атже с Полем Леоном — профессором Коллеж де Франс, сотрудником Комиссии по историческим памятникам и одному из первых лиц Министерства культуры Франции (фр.), из которой следует, что им было продано 2 600 негативов за 10 000 франков. Это одна из самых крупных, но не единственная прижизненная продажа Атже.

## Художественная программа

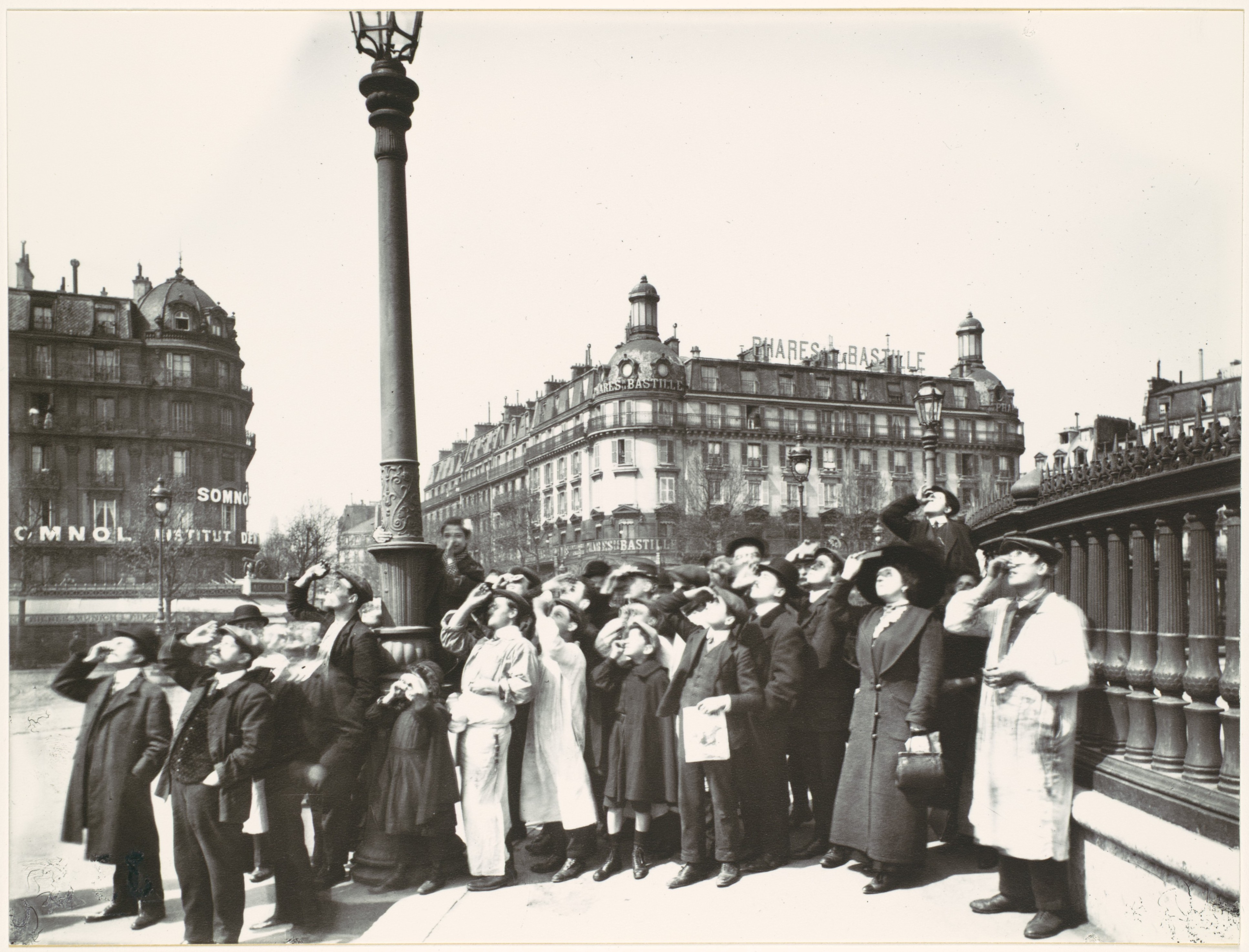
Затмение, фотография 1912 года. В 1926 году опубликована на обложке журнала La Revolution surrealiste

#### Характеристика работ
Один из главных вопросов, связанных с творчеством Атже, — характер и специфика его наследия. Для многих исследователей он является, прежде всего, создателем идиллических парижских видов. Репутация создателя несколько необычных, но изящных и романтических фотографий старого Парижа закрепилась за Атже и остается важным обстоятельством оценки его творчества.
Существует также и другое мнение, которое подразумевает, что в оценке его работ важен объём архива — весь корпус из 10 тысяч снимков, а не только отдельные фотографии. Полагают, что смысл его деятельности — не только в создании отдельных изображениях, но и в формировании последовательной серии изображений. В этом случае важно исключительное количество фотографий (около 10 тыс.), а также использование систематического принципа архива. Идея произведения как общности была использована Марией Моррис Хамбург и Джоном Шарковски при подготовке этапной выставки в МОМА

#### Основные темы и прототипы
В фотографии XX века Атже известен благодаря изображению городской среды. Отчасти, его снимки повторяли фотография Шарля Мервиля. Полагают, что главной идеей Атже было создание каталога парижских памятников. На каждом негативе Атже процарапан номер — систематическое изучение этих номеров позволило заметить, что они образуют несколько тематических групп (папок), рассортированных по объектам изображения: Фасады, Двери, Парижские предместья и т. д.
В изобразительной системе Атже важны два обстоятельства: интерес к заурядному и повторяемость изображений. Как правило, он изображает не исторические памятники, а неприметные городские объекты. Однотипные предметы (окна, двери, лестницы) сняты в одинаковых фронтальных ракурсах. Городские улицы Атже единообразно фотографирует как коридор. Считается, что некоторые объекты Атже переснимал по нескольку раз с одних и тех же точек. Систематический характер фотографий Атже обозначил повторяемость важной художественной стратегией XX века, нарушив монетарный принцип знакового обмена.

## Работы Атже: архив и проблема произведения

#### Характеристика собрания
Архив Атже — это собрание отпечатков и негативов, количество которых превышает 10 тысяч. Частично это собрание хранится во Франции — к нему принадлежат стеклянные негативы (18 х 24 см) и частично отпечатки, которые Атже продавал при жизни. Фотографии Атже были приобретены несколькими парижскими музеями и библиотеками, в частности — Национальной библиотекой Франции, Исторической библиотекой Парижа, Национальной школой изящных искусств и Музеем Карнавале.

#### Атже и проблема архива
Принцип архива рассматривается как основа художественной программы многими исследователями творчества Атже.
Исследование Марии Моррис Хамбург и Джона Шарковски скоректировало представление о программе Атже. Оно подразумевало, что фотограф создавал не изобразительный монолит, а каталог, который был частью художественной и смысловой системы его фотографий. Это обстоятельство позволяет воспринимать работы Атже как образец специфической художественной программы и рассматривать их как пример внелогических форм в фотографии.

#### Фотографии Атже: проблема произведения
Одна из центральных проблем, связанных с творчеством Атже, — определение баланса между художественным и документальным. Атже создавал свои фотографии как утилитарные материалы (документы для художников или архивные изображения парижских памятников) — их художественный статус отчасти стал итогом более поздних прочтений. Розалинда Краусс обращает внимание на то, что центральная тема, связанная с работами Атже — неопределенность границ произведения. Не до конца понятно, что считать произведением мастера — отдельный выбранный кадр или полный корпус из нескольких тысяч изображений. Фотографии Атже обозначили проблему единичности произведения и поставили под вопрос возможность его цельности и смысловой завершенности.

## Атже и Вальтер Беньямин
Одним из наиболее ранних аналитических текстов об Атже считается эссе Вальтера Беньямина Краткая история фотографии (1931 г.). Беньямин рассматривает Атже как предшественника сюрреалистической фотографии, фактически делая его участником европейского авангарда. В его понимании Атже — представитель нового фотографического видения, а не мастер идиллических снимков Парижа XIX века. Он называет Атже первооткрывателем фрагмента, который станет центральным мотивом фотографии Нового ви́дения. Беньямин обращает внимание на то, что Атже освобождает фотографию от ауры, которая была свойственна как ранней фотографии XIX века, так и классическим произведениям искусства в частности. Тем самым Вальтер Беньямин обозначает направление исследования кадра и технических видов искусств, которое будет продолжено им в эссе Произведение искусства в эпоху его технической воспроизводимости.

## Наследие и признание

#### Признание

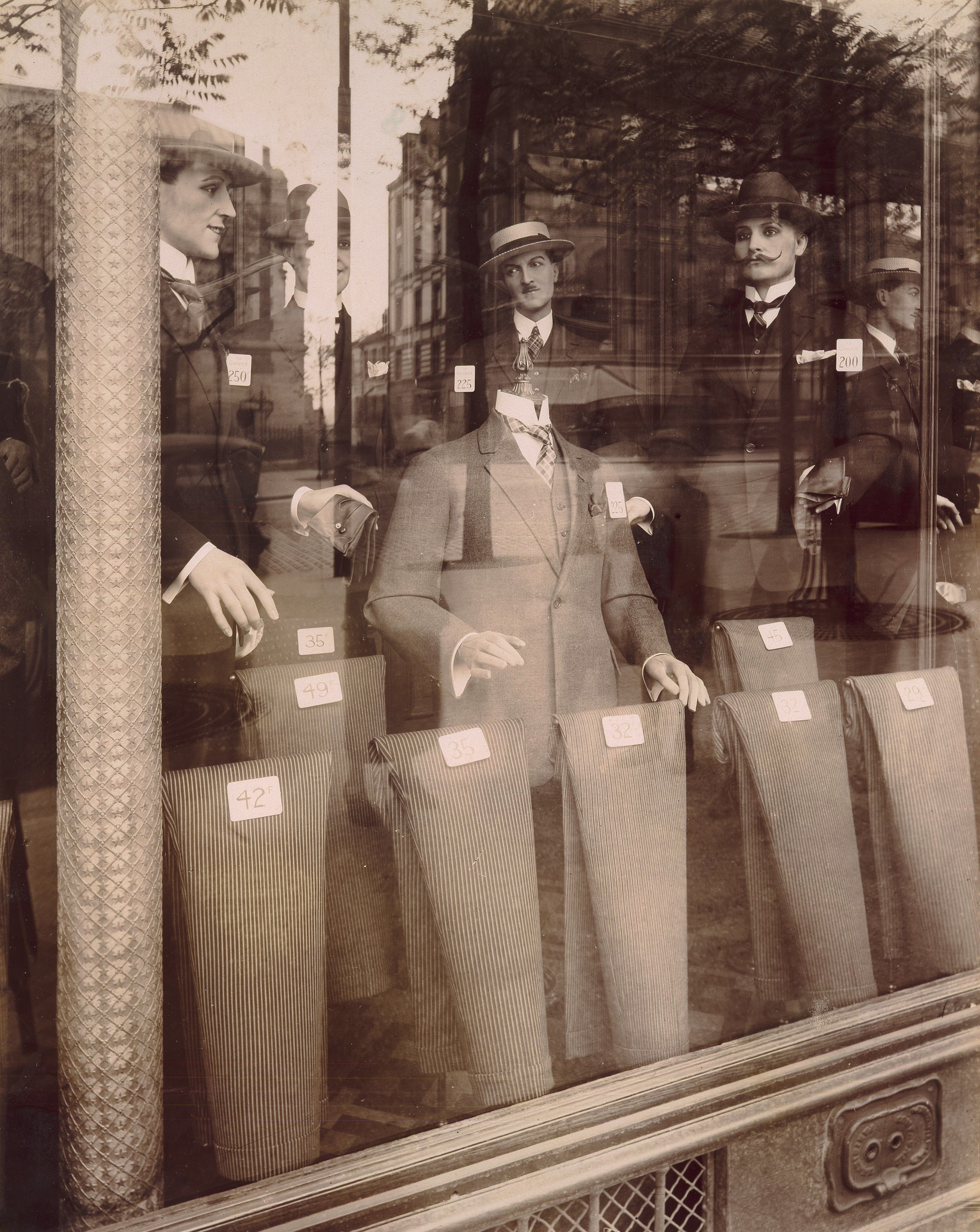
Улица Гоблен (1927)

Принято считать, что признание Атже — заслуга сюрреалистов. Благодаря им состоялась единственная прижизненная публикация Атже: в 1926 году Ман Рэй поместил четыре фотографии Атже на страницах журнала La Revolution surrealiste (Сюрреалистическая революция). На обложку был вынесен кадр Затмение 1912 года, который изображал людей, наблюдающих солнечное затмение. В силу интереса к фрагментарному изображению и использования нестандартных тем, изображающих периферийную жизнь города, кадры Эжена Атже иногда относят к фотографии Нового ви́дения. В 1927 году, после смерти Атже, Беренис Эббот выкупила архив фотографа (несколько тысяч снимков и негативов) и вывезла его в США. Считается, что наследие и архив Атже были сохранены благодаря усилиями Ман Рэя и Беренис Эббот.

#### Наследие
В 1968 Нью-Йоркский музей современного искусства приобрел собрание работ Атже из архива Беренис Эббот. Сегодня Атже — крупнейшая фигура в истории фотоискусства, один из пионеров городской фотографии. Французской писательнице Мишель Фабьян (Fabien) принадлежит биографический роман «Атже и Беренис» (1987). Всё новые снимки из гигантской коллекции мастера, этого «Бальзака фотоаппарата», по выражению Эббот, продолжают появляться перед зрителями.
В честь Эжена Атже назван кратер на Меркурии.

## Галерея

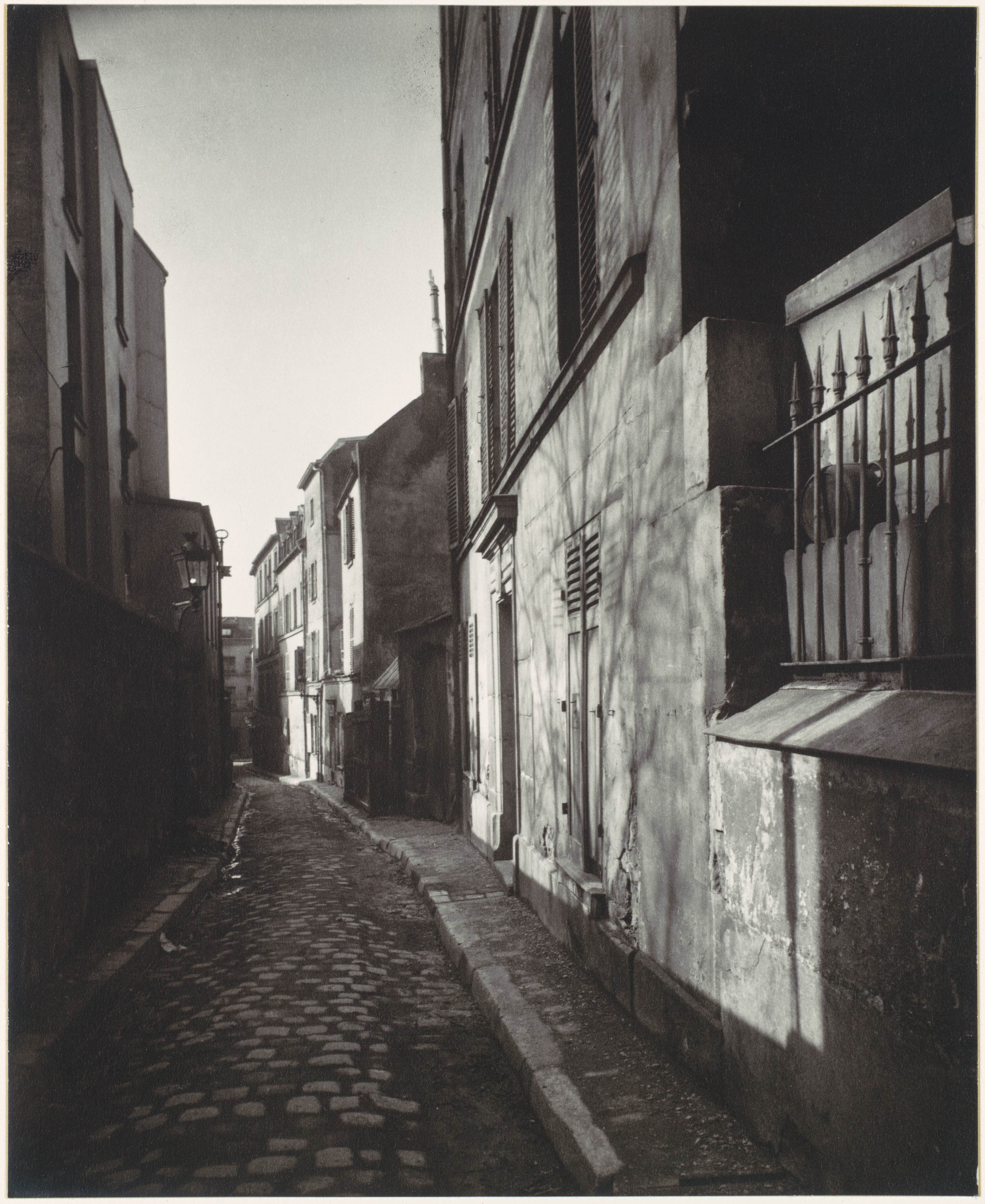
Улица Сент-Рустик, 1922. Собрание музея Метрополитен.
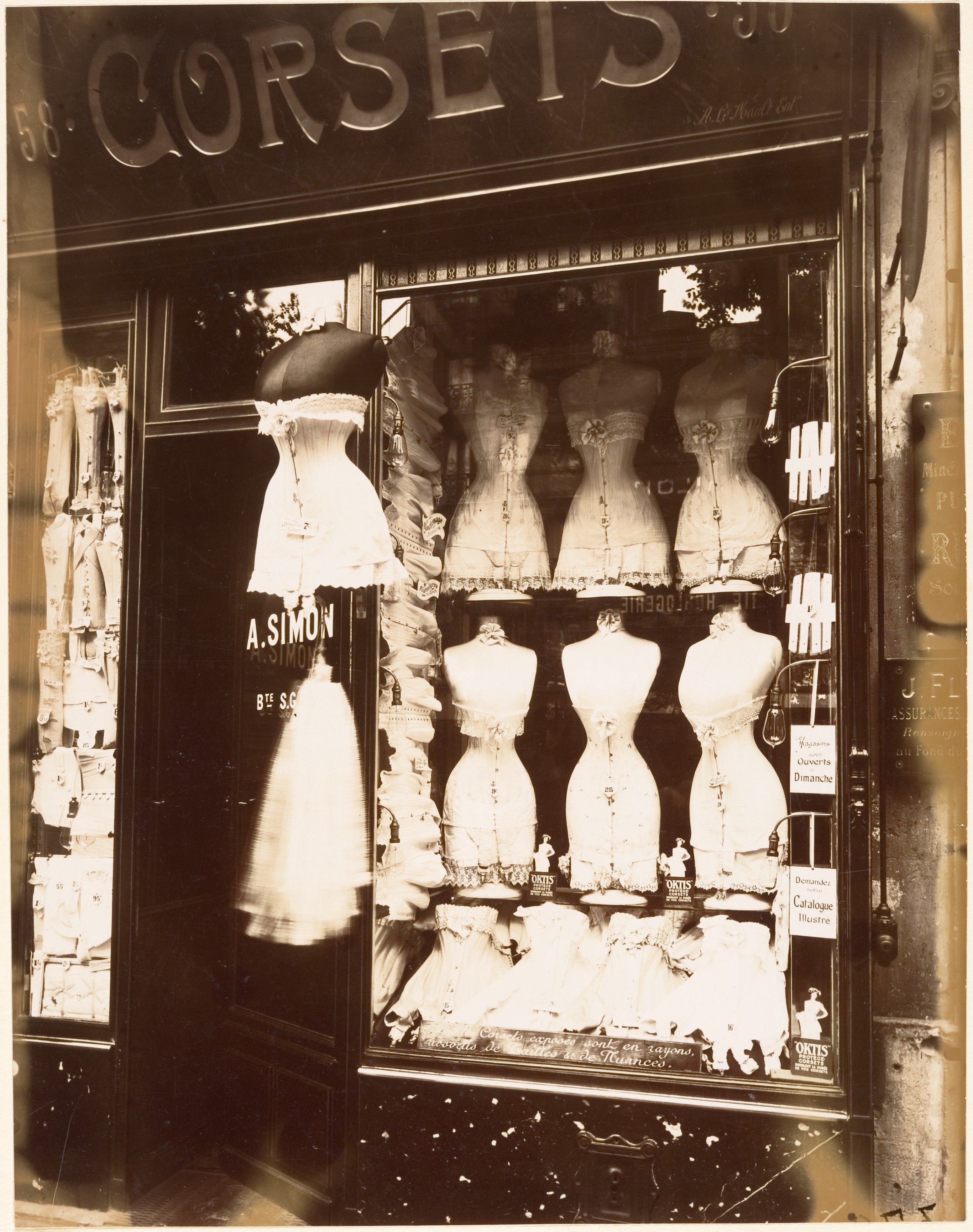
Страсбургский бульвар, витрина с корсетами, Париж, 1912, Собрание музея Метрополитен.
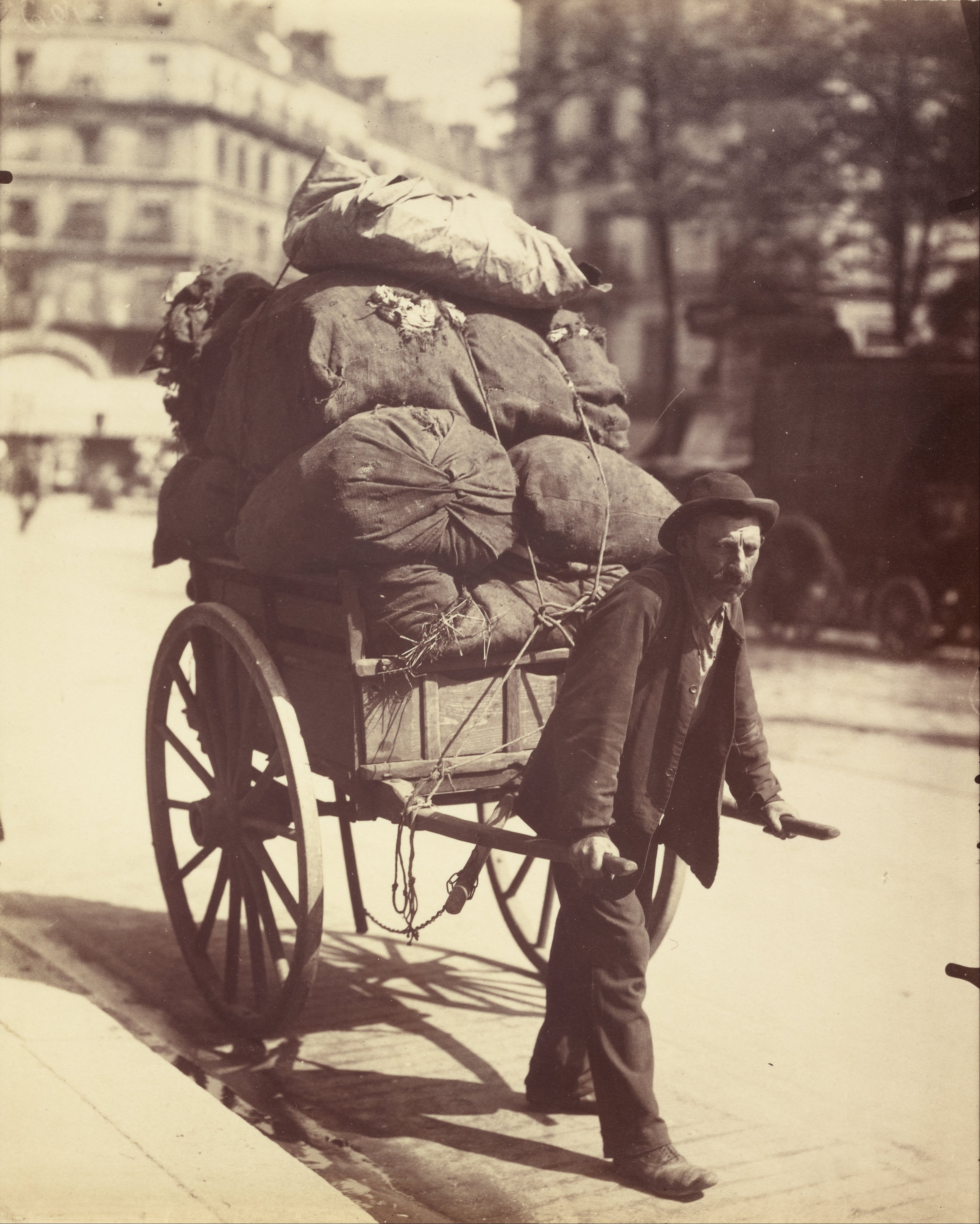
Разносчик, 1899 - 1901. Собрание музея Гетти.
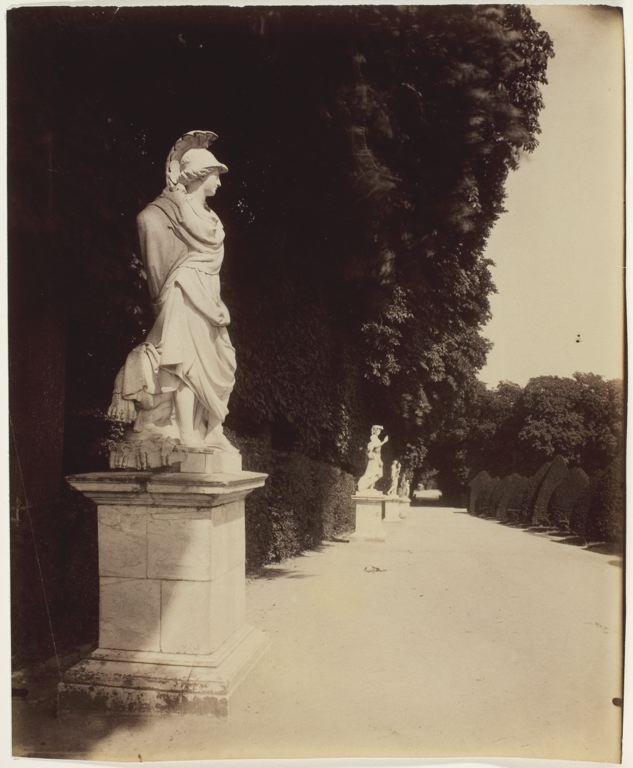
Собрание Института искусств в Чикаго].
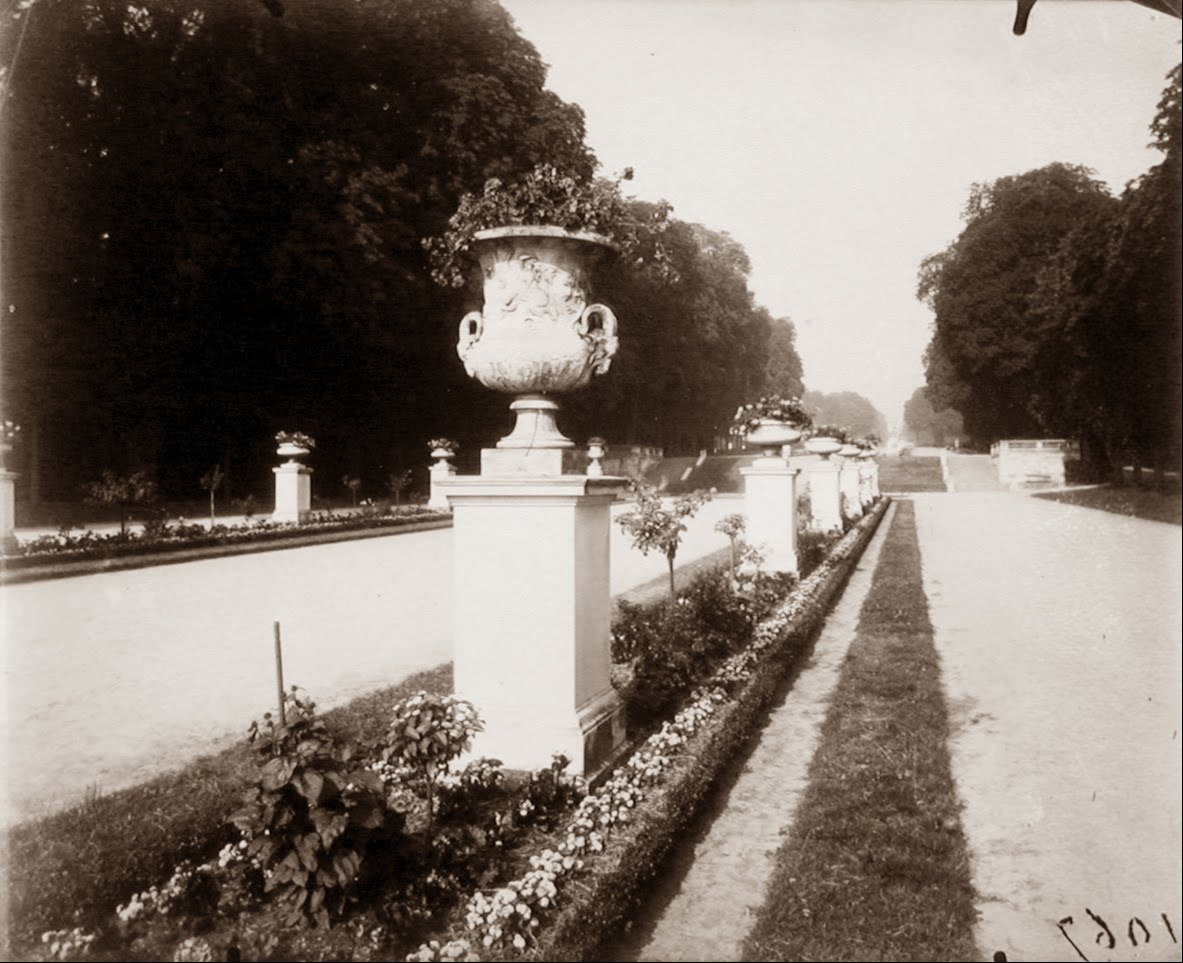
Сен-Клу, 1921.
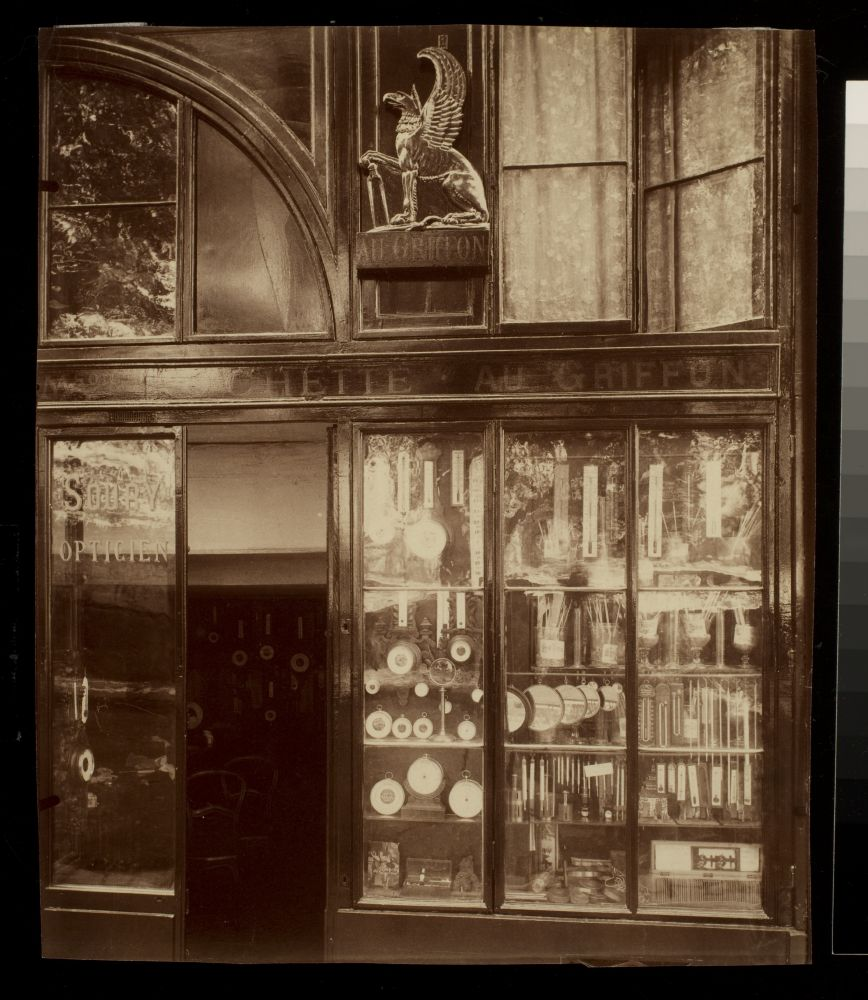
’’У грифона’’, набережная Орлож, 39. 1903. Музей Джорджа Истмена.
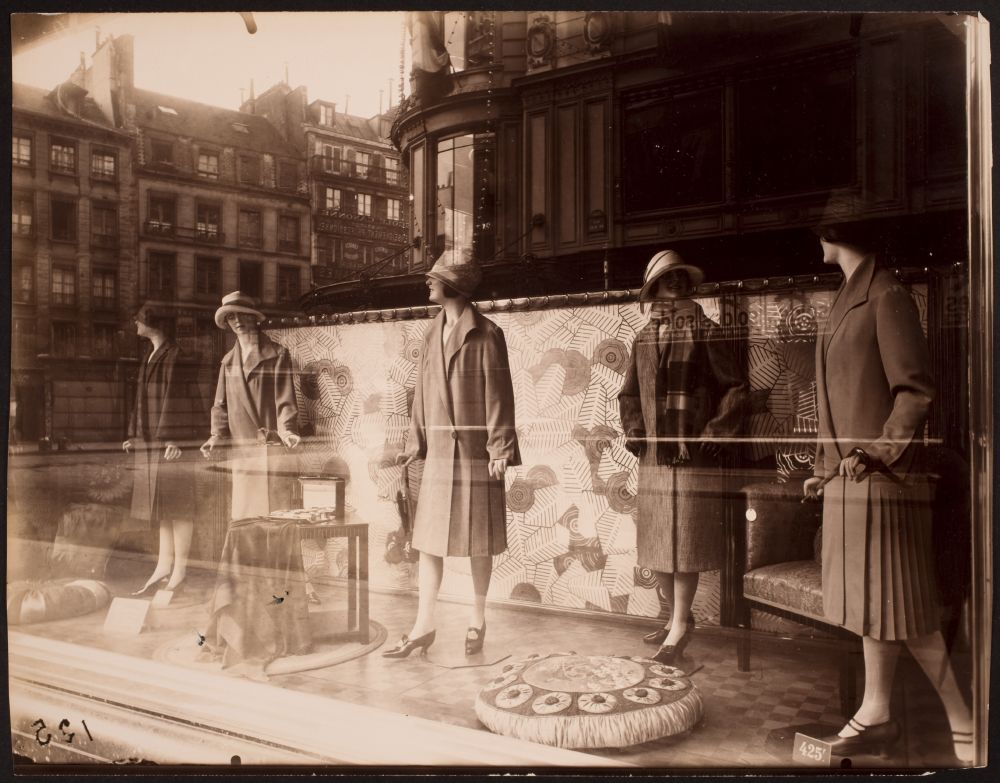
Витрина Бон Марше. 1926. Музей Джорджа Истмена.
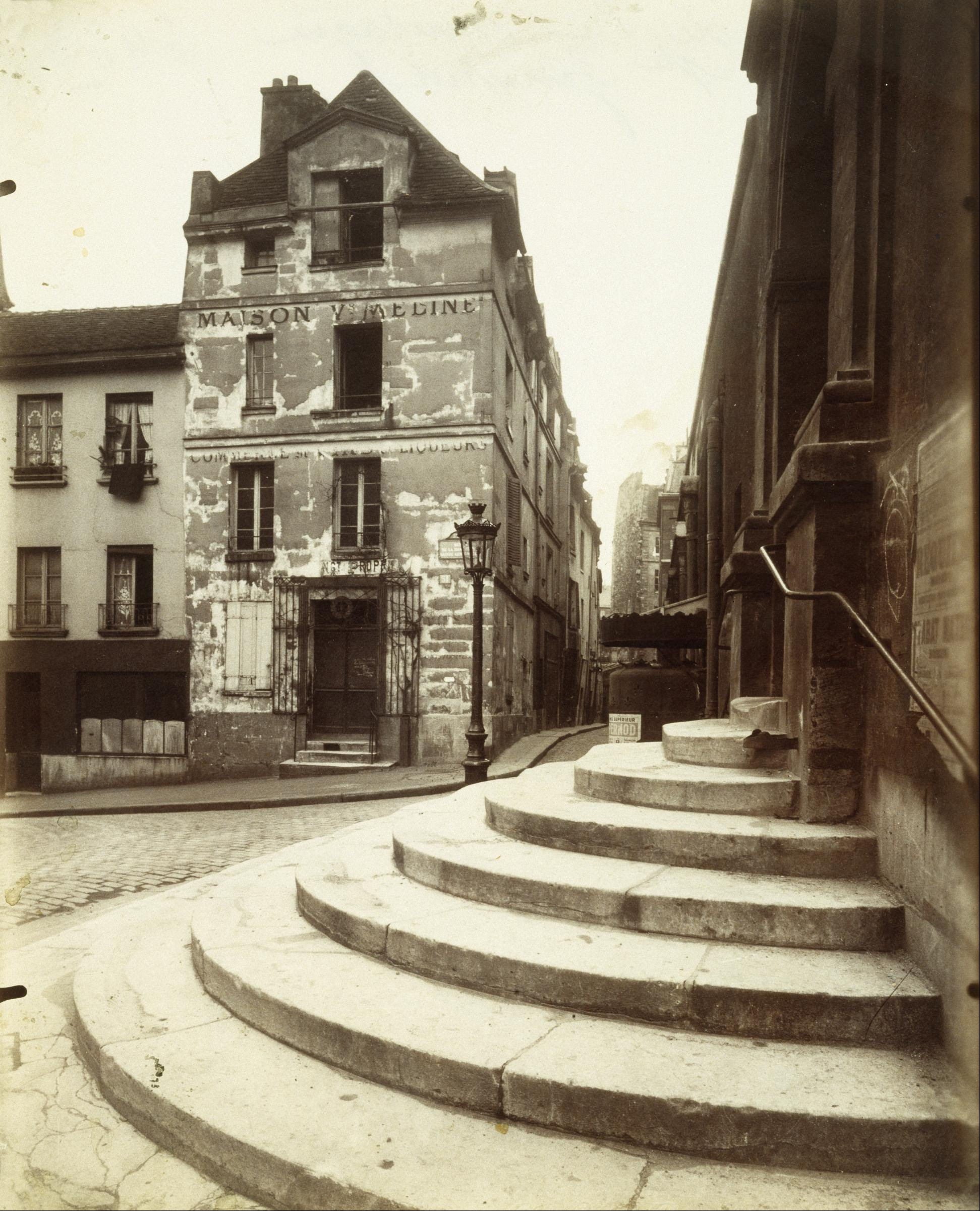
ул. Монтань Сент Женевьев, 1923. Музей изящных искусств. Хьюстон.
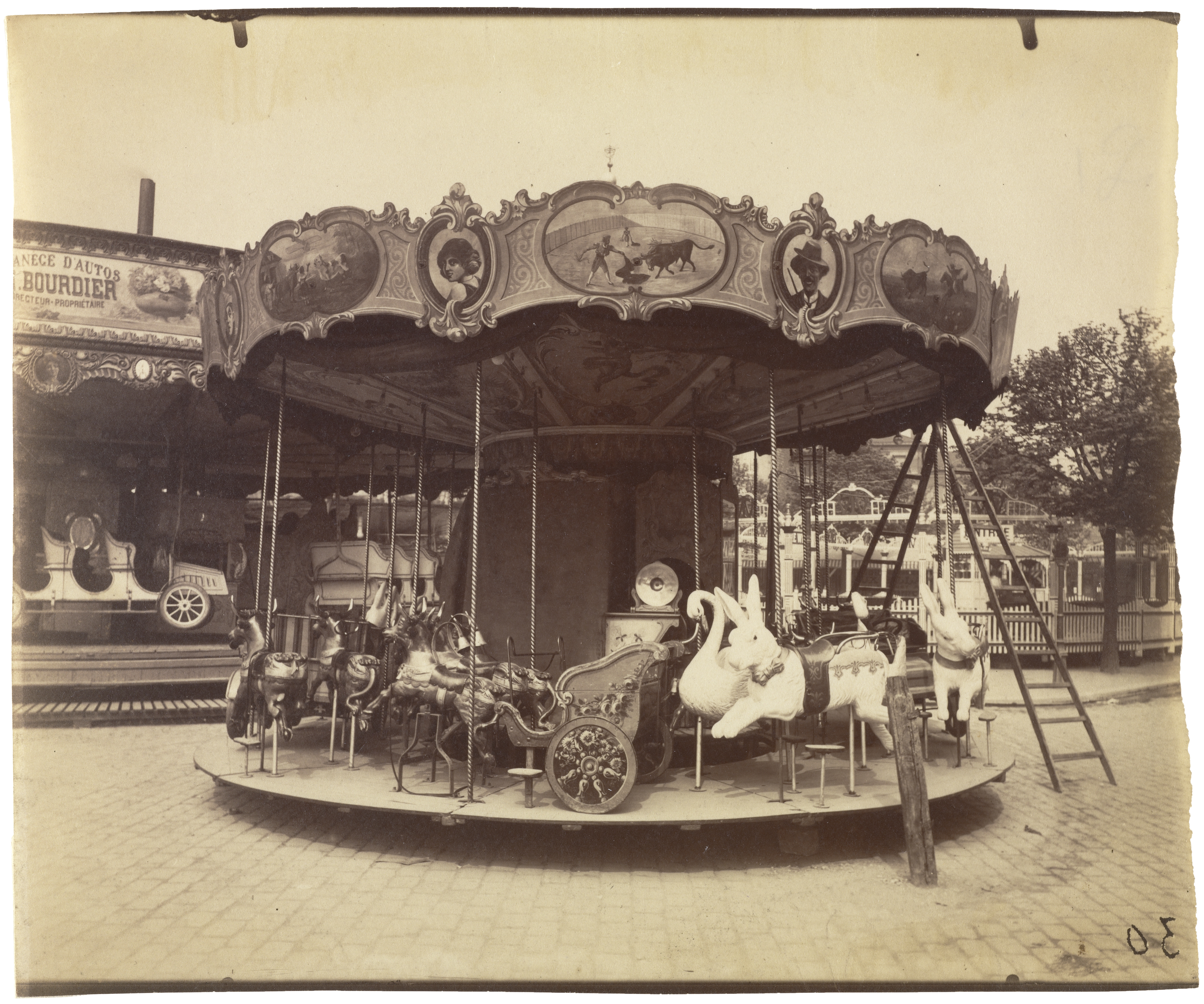
Карусель, 1923. Собрание музея Гетти.
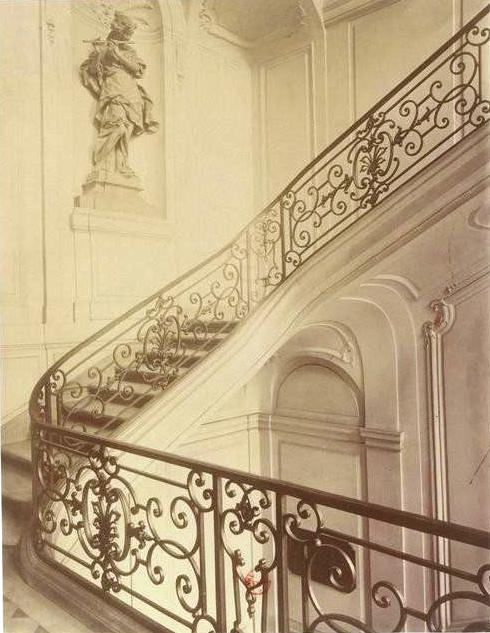
Лестница отеля Дудон, Париж. Начало XX века.
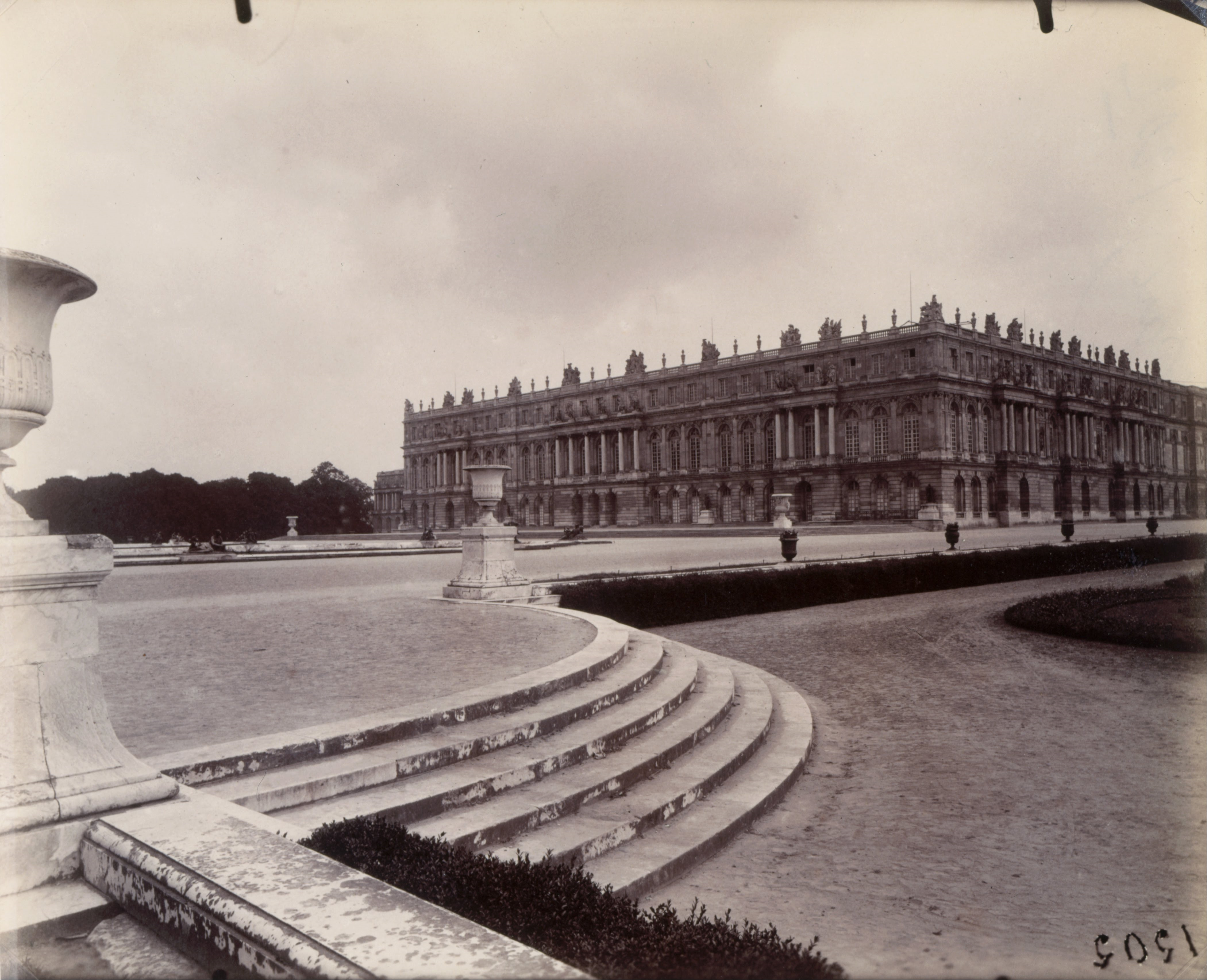
Версаль, 1922.
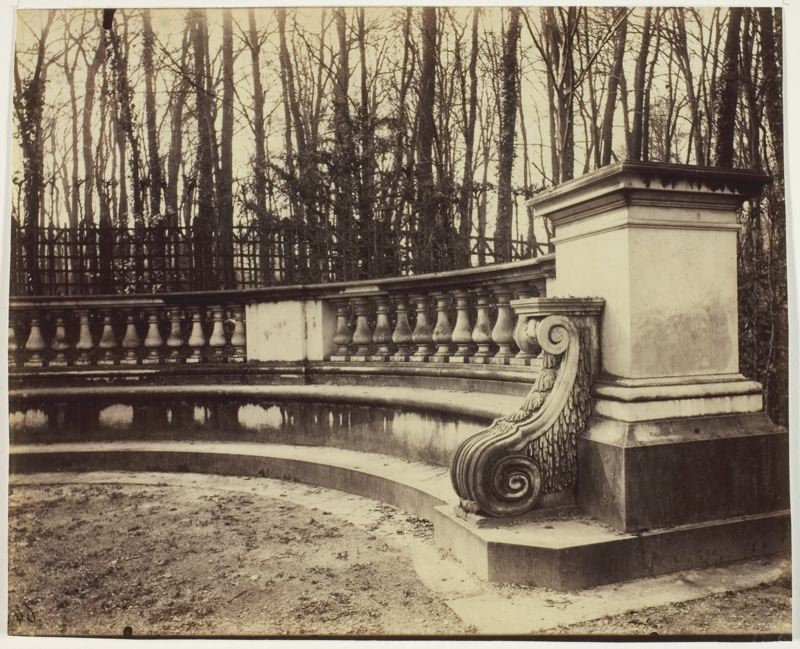
Собрание Института искусств в Чикаго].
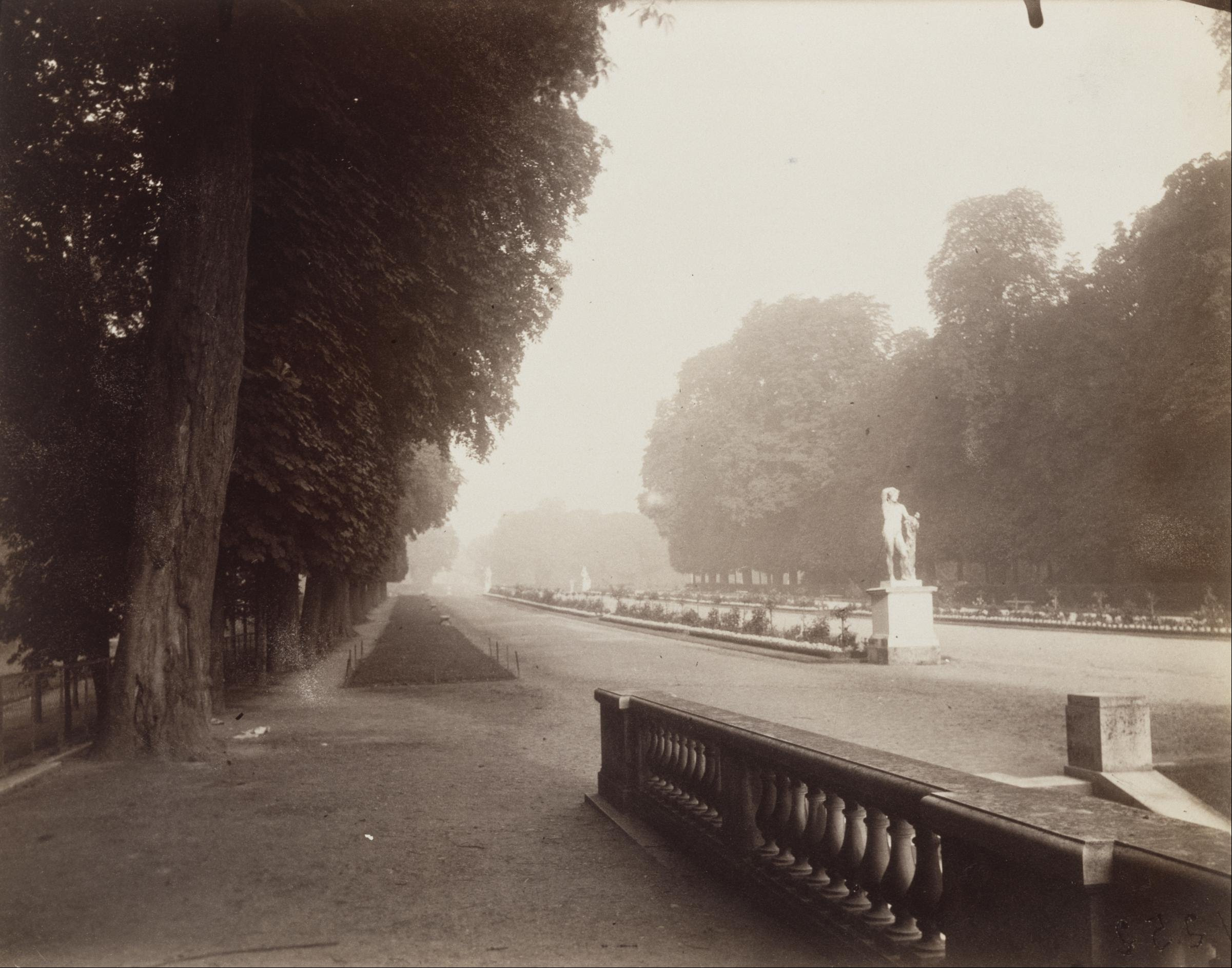
Сен-Клу, 1924. Музей изящных искусств. Хьюстон.

## Избранные альбомы Атже
- Atget E. Lichtbilder. Eingeleited von C. Recht. Paris, Leipzig, 1930.
- Atget’s Gardens: A Selection of Eugene Atget’s Garden Photographs, 1979.
- Eugene Atget: A Selection of Photographs from the Collection of Musee Carnavalet, Paris, 1985.
- Eugène Atget: Paris. New York: Te Neues Publishing, 1998. ISBN 978 3823803638.
- Eugène Atget, 1857—1927: Paris/ Andreas Krase, Hans-Christian Adam (Hrsg.). Köln; New York: Taschen, 2000
- Eugène Atget la mémoire du Paris 1900. (1 CD-ROM) Paris: Bibliothèque nationale de France, 2003. — ISBN 978-2717722543
- Eugène Atget’s trees: newly discovered photographs from the Bibliotheq̀ue nationale de France. New York: Distributed Art Pubilshers, 2003